# Corruption au Liban
La corruption au Liban qui atteint des proportions très importantes à la suite de la guerre du Liban est analysée comme une corruption post-conflit. En 2020, le pays se place au 149e rang sur les 180 pays étudiés par l'Indice de perception de la corruption de Transparency International avec un score de 25 % en 2020. Le refus populaire de la corruption a été l'un des moteurs de nombreuses manifestations libanaises à grande échelle dans l'histoire récente.

## Formes de corruption
De nombreux dirigeants du pays sont d'anciens chefs de guerre corrompus, qui ont bénéficié d'une amnistie en 1991 en échange d'un arrêt des combats. Des membres du gouvernement auraient souvent distribué des profits et contrats à des membres de leur famille, des amis ou des alliés politiques,.
Dans de nombreuses sociétés post-conflit, les populations civiles n'ont souvent pas d'autre choix pour survivre en temps de guerre que de pratiquer elles aussi la corruption, ce qui tend à perpétuer le pouvoir des groupes les plus puissants et les plus corrompus. De même au Liban la corruption est répandue à tous les échelons de la société et n'est pas limitée au gouvernement. Les habitants utilisent leurs réseaux familiaux et politiques pour des faveurs administratives ou des emplois, une démarche appelée wasta (en), un genre de népotisme. La pratique est courante et est devenue une norme sociale, du fait de l'impossibilité de faire certaines démarches ou d'accéder à certains postes sans celle-ci.

## Réactions

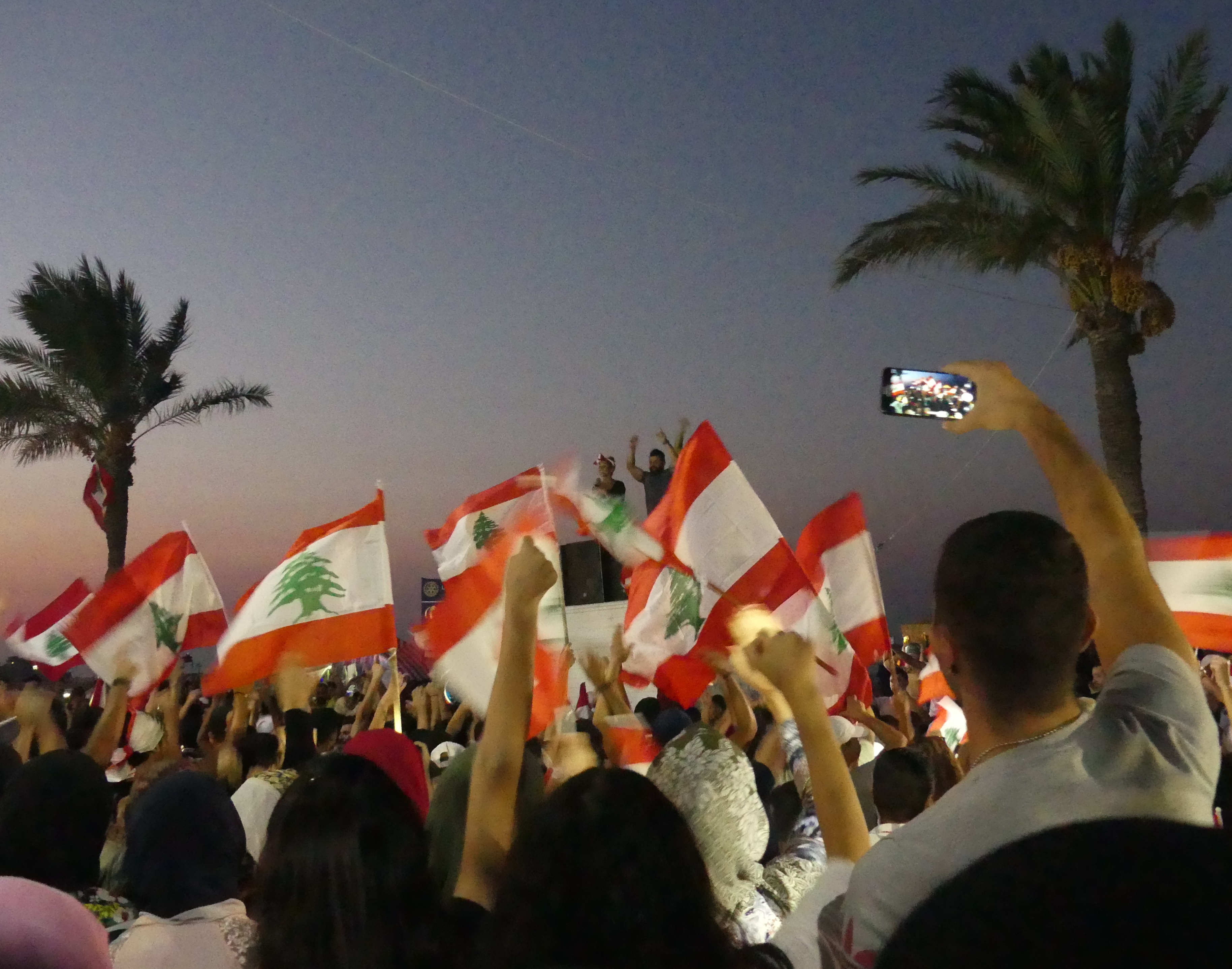
Manifestation anti-corruption à Tyr en 2019.

### Manifestations populaires
L'anti-corruption est l'un des facteurs moteurs derrière la plupart des contestations sociales de grande ampleur dans l'histoire moderne du Liban. Notamment les manifestations de 2015-2016 contre la crise des ordures ou les manifestations de 2019-2021 contre une augmentation de taxe,.

### Programmes anti-corruption
Plusieurs partis anti-système adoptent des lignées de campagne anti-corruption, comme notamment Beirut Madinati (en), parti qui se présenta aux élections municipales de Beyrouth de 2016. Bien que le parti n'ait pas remporté les élections, le parti gagne une ampleur sans précédent pour un groupe détaché du statu quo relativement rigide de la politique libanaise. En remportant 40% des voix, le groupe oblige l'alliance du 14-Mars et l'alliance du 8-Mars à former une coalition, ces deux groupes politiques étant historiquement rivaux.

## Lutte contre la corruption
En mai 2020, la Chambre des députés a adopté une loi instaurant une Commission nationale pour la lutte contre la corruption. Cette commission a finalement été formée fin janvier 2022, après une longue paralysie du Conseil des ministres.